# Trillium
- Commons
- Wikispecies

Trillium L. é um género botânico pertencente à família Melanthiaceae.

## Sinonímia
- Trillidium Kunth

## Espécies
- Trillium erectum
- Trillium grandiflorum
- Trillium nivale
- Trillium ovatum
- Trillium persistens
- Trillium reliquum
- Trillium smallii
- Trillium tschonoskii
- Lista completa

## Classificação do gênero
| Sistema | Classificação                    | Referência               |
| ------- | -------------------------------- | ------------------------ |
| Linné   | Classe Hexandria, ordem Trigynia | Species plantarum (1753) |